# Articulació sacroilíaca
L'articulació sacroilíaca (ASI) és l'articulació de la pelvis entre el sacre i els ossos ilíacs, que estan connectats per lligaments forts. Així, el cos humà té dues articulacions sacroilíaques, una a l'esquerra i una a la dreta, que són molt variables d'una persona a una altra. En els éssers humans, el sacre suporta la columna vertebral i està recolzat al seu torn per un il·li a cada costat. L'articulació és forta, suportant tot el pes de la part superior del cos. És una articulació sinovial plana amb elevacions i depressions irregulars que produeixen entrellaçament dels dos ossos.

## Importància clínica
- Sacroiliïtis, o inflamació d'aquesta articulació.